# Менф'ю (стадіон)
«Менфью уті Стадіон» (угор. Ménfői úti Stadion) — багатофункціональний стадіон у місті Дьйор, Угорщина, домашня арена ФК «Дьїрмот».
Стадіон побудований протягом 2014—2015 років та відкритий 22 вересня 2015 року. 